# James Weekes (cyclisme)
Pour les articles homonymes, voir Weekes.
James Weekes, né le 18 avril 1972, est un coureur cycliste christophien.

## Palmarès
- 2006
  - 3e du championnat de Saint-Christophe-et-Niévès sur route
- 2007
  -  Champion de Saint-Christophe-et-Niévès du contre-la-montre
  - 2e du championnat de Saint-Christophe-et-Niévès sur route
- 2009
  - Brick Kiln Classic
  - Fountain Challenge
  - 2e du championnat de Saint-Christophe-et-Niévès du contre-la-montre
  - 3e du championnat de Saint-Christophe-et-Niévès sur route
- 2010
  - 1re étape de l'Independence Day Road Race
  - 2e de la Brick Kiln Classic
  - 2e du Fountain Challenge
  - 2e du championnat de Saint-Christophe-et-Niévès du contre-la-montre
  - 2e du championnat de Saint-Christophe-et-Niévès sur route
  - 3e de l'Independence Day Road Race
- 2011
  -  Champion de Saint-Christophe-et-Niévès du contre-la-montre
  - 2e du championnat de Saint-Christophe-et-Niévès sur route
  - 2e de la Cotton Ground Classic
- 2012
  - 2e du championnat de Saint-Christophe-et-Niévès sur route
  - 3e de la Mother's Day Race